# Unidad Penal 7 de Resistencia

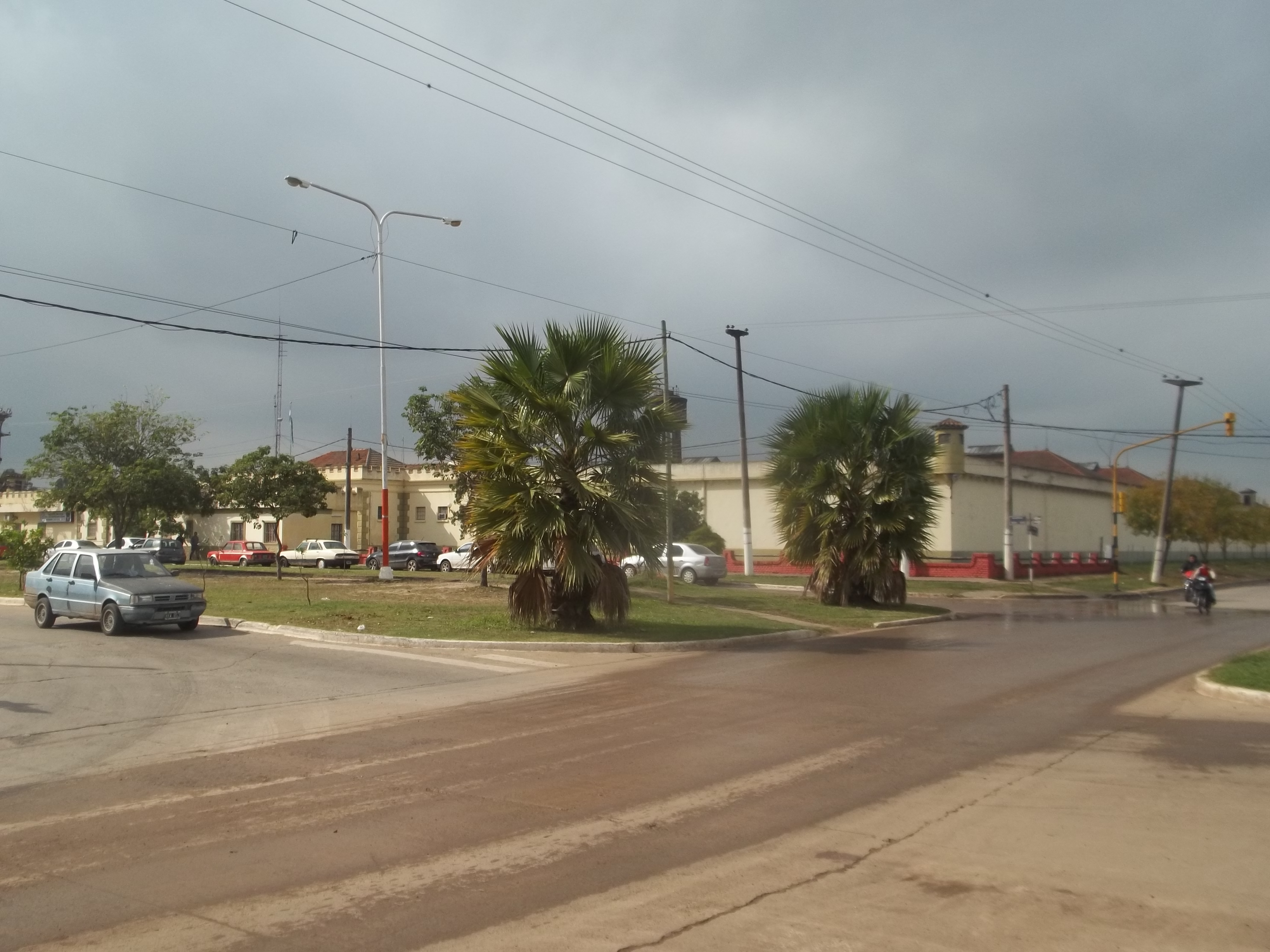
Vista de la Unidad Penal N° 7, desde la intersección de las avenidas Las Heras y Édison.

La Unidad Penal 7 de Resistencia (U7) fue un lugar de encarcelamiento de detenidos políticos, donde sufrieran todo tipo de tormentos durante los años previos y en la última dictadura cívico militar de Argentina. La U7 dependiente del Servicio Penitenciario Federal, está ubicada en avenida Las Heras 1555, Resistencia.
Estaba bajo la responsabilidad del Área 233, a cargo del Grupo de Artillería 7, dependiente del II Cuerpo de Ejército «Tte. Grl. Juan Carlos Sánchez», a través de la VII Brigada de Infantería.

## Breve reseña
Funcionó como lugar de reclusión de presos políticos desde los primeros años de la década de 1970. El lugar había sido acondicionado para permitir el funcionamiento simultáneo de un espacio de detención legal, para presos condenados por delitos comunes, y un espacio que operaba como centro clandestino de detención, donde eran secuestrados los detenidos políticos. Muchos de estos últimos fueron vistos con vida en este lugar antes de desaparecer.

Según testimonios de ex detenidos sobrevivientes, varias de las víctimas de la Masacre de Margarita Belén estuvieron secuestrados en esta unidad penal, entre ellos Luis Ángel Barco, Mario Cuevas, Carlos Alberto Duarte y Luis Arturo Franzen.

## Justicia
En 2012 se inició una causa judicial contra los miembros del servicio penitenciario responsables de la custodia de presos políticos en la U-7 durante el período 1975-1982 y, de modo abarcativo a "toda persona que haya actuado como coautor, cómplice o encubridor en los hechos...".
En 2016 se elevó la causa a juicio oral y público incluyendo entre los acusados a un exjuez federal y un exfiscal federal, siendo la primera causa que llega a esa instancia en esa jurisdicción con exfuncionarios del Poder Judicial imputados por su participación en crímenes de lesa humanidad.

## Testimonios
Griselda María Luz Piérola relató que su hermano Fernando Gabriel Piérola, militante de Montoneros, fue secuestrado el 20 de octubre de 1976 en Posadas, Misiones, junto a su esposa, María Julia Catalina Morresi. Fueron trasladados a Corrientes, luego a Investigaciones y a la Alcaldía de Resistencia, Chaco. María Julia estuvo detenida en Resistencia durante un año. Fernando fue llevado a la Unidad Penal Nº 7 de Resistencia, de donde fue retirado para ser trasladado a la cárcel de Formosa. Lo fusilaron, junto a otros compañeros, en la noche del 12 al 13 de diciembre de 1976 en un simulacro de traslado en el marco del operativo que luego se conoció como “La masacre de Margarita Belén”.

## Señalización
En diciembre de 2012, al cumplirse 36 años de la Masacre de Margarita Belén, la Unidad Penal N° 7 fue señalizada como sitio de memoria. Durante el acto, se descubrió un cartel indicador ubicado cerca del acceso al penal, con información acerca de su funcionamiento como centro clandestino de detención.